# Vultures 2
Pour les articles homonymes, voir Vulture (homonymie).
 (août 2024).
La mise en forme du texte ne suit pas les recommandations de Wikipédia : il faut le « wikifier ».
Les points d'amélioration suivants sont les cas les plus fréquents. Le détail des points à revoir est peut-être précisé sur la page de discussion.
- Les titres sont pré-formatés par le logiciel. Ils ne sont ni en capitales, ni en gras.
- Le texte ne doit pas être écrit en capitales (les noms de famille non plus), ni en gras, ni en italique, ni en « petit »…
- Le gras n'est utilisé que pour surligner le titre de l'article dans l'introduction, une seule fois.
- L'italique est rarement utilisé : mots en langue étrangère, titres d'œuvres, noms de bateaux, etc.
- Les citations ne sont pas en italique mais en corps de texte normal. Elles sont entourées par des guillemets français : « et ».
- Les listes à puces sont à éviter, des paragraphes rédigés étant largement préférés. Les tableaux sont à réserver à la présentation de données structurées (résultats, etc.).
- Les appels de note de bas de page (petits chiffres en exposant, introduits par l'outil «  Source ») sont à placer entre la fin de phrase et le point final[comme ça].
- Les liens internes (vers d'autres articles de Wikipédia) sont à choisir avec parcimonie. Créez des liens vers des articles approfondissant le sujet. Les termes génériques sans rapport avec le sujet sont à éviter, ainsi que les répétitions de liens vers un même terme.
- Les liens externes sont à placer uniquement dans une section « Liens externes », à la fin de l'article. Ces liens sont à choisir avec parcimonie suivant les règles définies. Si un lien sert de source à l'article, son insertion dans le texte est à faire par les notes de bas de page.
- La présentation des références doit suivre les conventions bibliographiques. Il est recommandé d'utiliser les modèles {{Ouvrage}}, {{Chapitre}}, {{Article}}, {{Lien web}} et/ou {{Bibliographie}}. Le mode d'édition visuel peut mettre en forme automatiquement les références.
- Insérer une infobox (cadre d'informations à droite) n'est pas obligatoire pour parachever la mise en page.

Pour une aide détaillée, merci de consulter Aide:Wikification.
Si vous pensez que ces points ont été résolus, vous pouvez retirer ce bandeau et améliorer la mise en forme d'un autre article.
Albums de Kanye West
Vultures 1
(2024) Bully
(2025)
Albums de Ty Dolla $ign
Vultures 1
(2024)
Vultures 2 est le deuxième album studio du supergroupe américain de hip-hop ¥$, composé du rappeur Kanye West et du chanteur Ty Dolla Sign. L'album sort le 3 août 2024 sous le label YZY, et il est le deuxième de la trilogie Vultures. La production de ce projet est assurée en grande partie par Ye et Dolla mais on retrouve aussi la participation d'autres artistes tels que 88-Keys, ATL Jacob, Timbaland, Ojivolta, Pi'erre Bourne, James Blake, Wheezy, et autres. On y retrouve sur la pochette présente sur les plateformes de streaming Ty Dolla Sign vêtu entièrement de cuir tenant un portrait de son grand frère Big TC, condamné à perpétuité pour un meurtre qu'il affirme ne pas avoir commis.

## Historique

### Développement
Le 23 janvier 2024, Kanye a révélé que Vultures sortirait sous forme de trilogie, le premier étant sorti en février, le deuxième prévu le 8 mars et le troisième le 5 avril.
Le 3 mars, le rappeur French Montana a annoncé son implication et a partagé un clip de lui et du duo dans un studio d'enregistrement.
Après que l'album ne soit pas sorti à sa date de sortie prévue le 8 mars, Kanye a annoncé via un message privé Instagram que Vultures 2 était toujours en préparation car lui et Ty Dolla Sign étaient toujours « dans le laboratoire ».
Lui et Ty Dolla Sign ont organisé une soirée d'écoute privée à la date prévue avec un DJ, où le rappeur a été rejoint par sa partenaire Bianca Censori.
Le 10 mars 2024, Kanye a déclaré sur Instagram qu'il vendrait Vultures 2 sur le site web de Yeezy pour 20 $ au lieu de le publier sur les plateformes de streaming comme Vultures 1.
Le 14 mars 2024, des aperçus d'une minute des morceaux presque tous initialement prévus pour être dans Vultures 1 ont été diffusés sur TikTok, Instagram et Facebook sous le compte de Kanye West avec la pochette de Vultures 2.
Le 22 avril 2024, Kanye est l'invité du 1er épisode du podcast The Download présenté par Justin Laboy. Dans celui-ci, il présentera son remix de la chanson Like That de Metro Boomin et Future et confirmera la sortie de Vultures 2 pour le 3 mai. Album qui n'est finalement pas sorti le 3 mai.
Le 6 juillet 2024, Ty Dolla Sign a annoncé sur Instagram une listening party prévu le 23 août en Corée du Sud. La même semaine, Kanye West a affirmé qu'il avait pris sa retraite musicale via une story Instagram de Rich the Kid. Cette retraite a duré environ 30 minutes avant l'annonce de la sortie d'un morceau du rappeur Consequence intitulé No Apologies le 12 juillet.
Le 30 juillet, Kanye West a annoncé via son Site web yeezy.com « VULTURES 2 COMING AUGUST 2ND ». Cependant, quelques heures plus tard, cette phrase a été supprimée du Site web, actuellement le site indique simplement « TOUTES LES COMMANDES SONT FAITES »,.
Le 7 août 2024, le clip de FRIED, 4eme titre de l'album, sort sur la chaîne YouTube de Ye
Ce clip présente plusieurs personnes cagoulés et vêtu de vêtements sombres courir dans des couloirs vides.
Le 9 août 2024, l'album fit presque entièrement mis à jour (avec un changement de presque toutes les chansons) et une version Deluxe sorti avec 5 nouveaux titres proposés sur le site de Yeezy au prix de 4,99 $ avec l'album de Vultures 2 compris. ( Take Off Your Dress, Believer, Drunk, Gun To My Head, Can U Be).
Le 14 août 2024, un autre clip est publié sur la chaîne YouTube de Ye, celui de SLIDE, 1er titre de l'album
Le 23 août 2024, une Listening Party s'est tenu au Stade de Goyang en Corée du Sud, diffusé en direct sur la chaîne YouTube de Kanye West, avec notamment une 2e version de BOMB en featuring avec le rappeur Yuno Miles

### Sortie
Le 2 août, annoncé comme date de sortie de VULTURES 2, aucune trace de l'album, aucune information supplémentaire que ce soit sur le site yeezy.com ou par les deux artistes malgré plusieurs titres qui ont fuités la veille.
Le 3 août, le single Slide sort vers 6h en France, puis l’album sort à 10h seulement sur Spotify après une diffusion en non-listé sur la chaîne YouTube officiel du rappeur, puis sera ensuite disponible sur toutes les plateformes.
La tracklist contient 5 sons initialement prévus pour être dans Vultures 1 : Slide, Time Moving Slow, Promotion, Lifestyle & River
Elle contient aussi 2 sons qui datent de précédent albums de Kanye West : 530 qui était un son qui devait être dans Donda 2, album jamais sortie sur les plateformes de streaming à cause des propos antisémites de Kanye West en 2022 sorti uniquement sur son baladeur mp3 Stem Player, et Sky City, qui devait être dans Yandhi, album de Kanye West annulé au profit de Jesus Is King,

### Mises à jour
Le 7 août, la version Digital Deluxe de l'album a été mise en vente sur yeezy.com au prix de 5 $ (4,95 € en France) et cette version contient 1 titre bonus, Take Off Your Dress.
Le 8 août, 3 nouvelles Digital Deluxe sont mis en vente sur yeezy.com, aussi à 5 $ (4,95 €).
Les nouvelles Digital Deluxe, comme toutes les Digital Deluxe, contiennent chacune la tracklist originelle avec un titre bonus pour chacune d'entre elles : 
la Digital Deluxe 2 contient Believer, 
la Digital Deluxe 3 contient Drunk en featuring avec Bad Bunny et Kodak Black
Et la Digital Deluxe 4 contient Gun To My Head en featuring avec Kid Cudi.
Drunk et Gun To My Head étaient initialement prévus pour être dans VULTURES 1.
Le 9 août, la 5ème Digital Deluxe sort, avec comme titre bonus Can U Be, en featuring avec Travis Scott.
Ces diverses musiques bonus se voient sortir sur les plateformes de streaming à 00h00 (heure française) le 9 août, mais retirés quelques heures plus tard dans la foulée, apparemment sortis trop tôt et par "erreur".

## Accueil

### Accueil critique
L'album reçoit des critiques plutôt négatives après sa sortie de la part la presse spécialisée.
- Metacritic = 42/100[23]
- Pitchfork = 4.6/10[24]
- The Guardian : [25]
- HipHopDX : [26]
- Rolling Stone : [27]
- Slant Magazine : [28]

Michael Saponara de Billboard écrit à propos de Vultures 2 : « Bien qu'il y ait beaucoup de potentiel de grands moments éparpillé dans ce projet à la production avant-gardiste typique de West, parfois V2 est gâché par des problèmes de qualité du son, des couplets inachevées ou des passages où le rap de Ye laisse à désirer ».
Gabriel Bras Nevares du site HotNewHipHop dit lui que « le plus grand défaut de cet album est son exécution creuse ».
Ben Beaumont-Thomas de The Guardian pense que Vultures 2 est « fatigué et parfois futuriste, moralement redondant avec toutefois suffisamment d'humanité pour fournir une fraction de volonté de rédemption de la part de Ye ».
Enfin, Paul Attard de Slant Magazine écrit quant à lui que bien qu'« on s'attende à ce qu'un album de Kanye West soit incomplet à sa sortie, Vultures 2, son deuxième album en collaboration avec Ty Dolla $ign, est en lambeaux ».

### Réaction du public
Certains fans ont critiqué Kanye West pour avoir sorti Vultures 2 dans un état inachevé, notamment en raison d'un mixage non finalisé, et plus particulièrement au niveau des voix, avec des pistes telles que 530.
Toutefois, quelques heures après la sortie de l'album, le rappeur a annoncé via le site yeezy.com que Vultures 2 bénéficiera de « sons mis à jour en temp réel ». Cette annonce laisse à penser que cet opus sera un album évolutif à l'image de The Life Of Pablo, sorti en 2016,.
De plus, des internautes ont mentionné l'utilisation spéculative — bien que fortement apparente — de l'intelligence artificielle sur le projet, notamment sur la chanson Sky City.

## Liste des titres
La liste des titres actuelle de l’album Vultures 2. Les titres de la piste 17 à la 21 sont issus de la version deluxe digitale, exclusivement sur le site de Kanye : Yeezy.com.
| Vultures 2 | Vultures 2                                                           | Vultures 2 | Vultures 2 | Vultures 2 | Vultures 2 | Vultures 2 | Vultures 2 | Vultures 2 | Vultures 2 |
| No         | Titre                                                                | Producteurs | Durée      |            |            |            |            |            |            |
| ---------- | -------------------------------------------------------------------- | --- | ---------- | ---------- | ---------- | ---------- | ---------- | ---------- | ---------- |
| 1.         | Slide                                                                | - Ye - Ty Dolla Sign - Fred Again - Wheezy - Apollo Parker - Ryderoncrack - London on da Track - AyoAA - Lester Nowhere | 3:18       |            |            |            |            |            |            |
| 2.         | Time Moving Slow                                                     | - Ye - Ty Dolla Sign - Fya Man - AyoAA - Azul - Butts - SHDØW - the Legendary Traxster                                  | 2:39       |            |            |            |            |            |            |
| 3.         | Field Trip (avec Playboi Carti et Don Toliver featuring Kodak Black) | - Ye - Ty Dolla Sign - Wheezy - the Legendary Traxster - Dez Wright                                                     | 2:47       |            |            |            |            |            |            |
| 4.         | Fried                                                                | - Ye - Ty Dolla Sign - TheLabCook - Digital Nas - Ojivolta                                                              | 2:33       |            |            |            |            |            |            |
| 5.         | Isabella                                                             | - Ye - Ty Dolla Sign | 0:08       |            |            |            |            |            |            |
| 6.         | Promotion (avec Future)                                              | - Ye - Ty Dolla Sign - AyoAA - Wheezy - London on da Track - the Legendary Traxster                                     | 2:38       |            |            |            |            |            |            |
| 7.         | 530                                                                  | - Ye - Cunningham - FnZ - BoogzDaBeast - E.Vax                                                                          | 4:49       |            |            |            |            |            |            |
| 8.         | Dead (avec Future et Lil Durk)                                       | - Ye - ATL Jacob - Wheezy - London on da Track                                                                          | 4:23       |            |            |            |            |            |            |
| 9.         | Forever Rolling (avec Lil Baby)                                      | - Ye - Foreverrolling - Flex on the Beat - Audiovista - Mattazik Muzik                                                  | 3:17       |            |            |            |            |            |            |
| 10.        | Bomb (avec North West et Chicago West)                               | - Ye - the Legendary Traxster                                                                                           | 2:31       |            |            |            |            |            |            |
| 11.        | River (avec Young Thug)                                              | - Ye - Pi'erre Bourne - AyoAA - Digital Nas - London on da Track - the Legendary Traxster                               | 4:07       |            |            |            |            |            |            |
| 12.        | Forever                                                              | - Ye - James Blake | 1:27       |            |            |            |            |            |            |
| 13.        | Husband                                                              | - Ye | 2:17       |            |            |            |            |            |            |
| 14.        | Lifestyle (avec Lil Wayne)                                           | - Ye - Nico Baran - FnZ                                                                                                 | 5:31       |            |            |            |            |            |            |
| 15.        | Sky City (avec 070 Shake et Desiigner featuring CyHi)                | - Ye - BoogzDaBeast - Timbaland                                                                                         | 3:50       |            |            |            |            |            |            |
| 16.        | My Soul (featuring Big TC)                                           | - Ye - BoogzDaBeast - FnZ - 88-Keys - 30 Roc                                                                            | 3:44       |            |            |            |            |            |            |
| 50:26      |                                                                      | |            |            |            |            |            |            |            |

| Vultures 2 digital deluxe piste bonus 1 | Vultures 2 digital deluxe piste bonus 1 | Vultures 2 digital deluxe piste bonus 1 | Vultures 2 digital deluxe piste bonus 1 | Vultures 2 digital deluxe piste bonus 1 | Vultures 2 digital deluxe piste bonus 1 | Vultures 2 digital deluxe piste bonus 1 | Vultures 2 digital deluxe piste bonus 1 | Vultures 2 digital deluxe piste bonus 1 | Vultures 2 digital deluxe piste bonus 1 |
| No                                      | Titre                                   | Producteurs                             | Durée                                   |                                         |                                         |                                         |                                         |                                         |                                         |
| --------------------------------------- | --------------------------------------- | --------------------------------------- | --------------------------------------- | --------------------------------------- | --------------------------------------- | --------------------------------------- | --------------------------------------- | --------------------------------------- | --------------------------------------- |
| 17.                                     | Take Off Your Dress                     | - Ye - SHDØW - Scott Bridgeway          | 3:26                                    |                                         |                                         |                                         |                                         |                                         |                                         |
| 53:52                                   |                                         |                                         |                                         |                                         |                                         |                                         |                                         |                                         |                                         |

| Vultures 2 digital deluxe piste bonus 2 | Vultures 2 digital deluxe piste bonus 2 | Vultures 2 digital deluxe piste bonus 2 | Vultures 2 digital deluxe piste bonus 2 | Vultures 2 digital deluxe piste bonus 2 | Vultures 2 digital deluxe piste bonus 2 | Vultures 2 digital deluxe piste bonus 2 | Vultures 2 digital deluxe piste bonus 2 | Vultures 2 digital deluxe piste bonus 2 | Vultures 2 digital deluxe piste bonus 2 |
| No                                      | Titre                                   | Producteurs                             | Durée                                   |                                         |                                         |                                         |                                         |                                         |                                         |
| --------------------------------------- | --------------------------------------- | --------------------------------------- | --------------------------------------- | --------------------------------------- | --------------------------------------- | --------------------------------------- | --------------------------------------- | --------------------------------------- | --------------------------------------- |
| 17.                                     | Believer                                | - Ye - JPEGMAFIA - Vadel - BoogzDaBeast | 3:13                                    |                                         |                                         |                                         |                                         |                                         |                                         |
| 53:39                                   |                                         |                                         |                                         |                                         |                                         |                                         |                                         |                                         |                                         |

| Vultures 2 digital deluxe piste bonus 3 | Vultures 2 digital deluxe piste bonus 3     | Vultures 2 digital deluxe piste bonus 3 | Vultures 2 digital deluxe piste bonus 3 | Vultures 2 digital deluxe piste bonus 3 | Vultures 2 digital deluxe piste bonus 3 | Vultures 2 digital deluxe piste bonus 3 | Vultures 2 digital deluxe piste bonus 3 | Vultures 2 digital deluxe piste bonus 3 | Vultures 2 digital deluxe piste bonus 3 |
| No                                      | Titre                                       | Producteurs                             | Durée                                   |                                         |                                         |                                         |                                         |                                         |                                         |
| --------------------------------------- | ------------------------------------------- | --------------------------------------- | --------------------------------------- | --------------------------------------- | --------------------------------------- | --------------------------------------- | --------------------------------------- | --------------------------------------- | --------------------------------------- |
| 17.                                     | Drunk (featuring Peso Pluma et Kodak Black) | - Ye - SHDØW - Veyis - Timbaland        | 3:09                                    |                                         |                                         |                                         |                                         |                                         |                                         |
| 53:35                                   |                                             |                                         |                                         |                                         |                                         |                                         |                                         |                                         |                                         |

| Vultures 2 digital deluxe piste bonus 4 | Vultures 2 digital deluxe piste bonus 4 | Vultures 2 digital deluxe piste bonus 4 | Vultures 2 digital deluxe piste bonus 4 | Vultures 2 digital deluxe piste bonus 4 | Vultures 2 digital deluxe piste bonus 4 | Vultures 2 digital deluxe piste bonus 4 | Vultures 2 digital deluxe piste bonus 4 | Vultures 2 digital deluxe piste bonus 4 | Vultures 2 digital deluxe piste bonus 4 |
| No                                      | Titre                                   | Producteurs                             | Durée                                   |                                         |                                         |                                         |                                         |                                         |                                         |
| --------------------------------------- | --------------------------------------- | --------------------------------------- | --------------------------------------- | --------------------------------------- | --------------------------------------- | --------------------------------------- | --------------------------------------- | --------------------------------------- | --------------------------------------- |
| 17.                                     | Gun to My Head (avec Kid Cudi)          | - Ye - Wheezy - London on da Track      | 2:16                                    |                                         |                                         |                                         |                                         |                                         |                                         |
| 52:42                                   |                                         |                                         |                                         |                                         |                                         |                                         |                                         |                                         |                                         |

| Vultures 2 digital deluxe piste bonus 5 | Vultures 2 digital deluxe piste bonus 5 | Vultures 2 digital deluxe piste bonus 5 | Vultures 2 digital deluxe piste bonus 5 | Vultures 2 digital deluxe piste bonus 5 | Vultures 2 digital deluxe piste bonus 5 | Vultures 2 digital deluxe piste bonus 5 | Vultures 2 digital deluxe piste bonus 5 | Vultures 2 digital deluxe piste bonus 5 | Vultures 2 digital deluxe piste bonus 5 |
| No                                      | Titre                                   | Producteurs                             | Durée                                   |                                         |                                         |                                         |                                         |                                         |                                         |
| --------------------------------------- | --------------------------------------- | --------------------------------------- | --------------------------------------- | --------------------------------------- | --------------------------------------- | --------------------------------------- | --------------------------------------- | --------------------------------------- | --------------------------------------- |
| 17.                                     | Can U Be (avec Travis Scott)            | - Ye - Havoc                            | 3:26                                    |                                         |                                         |                                         |                                         |                                         |                                         |
| 53:52                                   |                                         |                                         |                                         |                                         |                                         |                                         |                                         |                                         |                                         |